# Città libera imperiale di Norimberga
La Città libera imperiale di Norimberga (in tedesco: Freie Reichstadt Nürnberg) fu uno stato dell'area della Germania dal 1219 al 1806. La capitale era a Norimberga.
Dopo che Norimberga ebbe ottenuto l'indipendenza dal burgraviato di Norimberga in epoca medievale ed ebbe ottenuto un notevole territorio dal ducato di Baviera durante la guerra di successione di Landshut, la città crebbe come una tra le più importanti città imperiali divenendo la "capitale ufficiosa" dell'Impero, in particolare come sede delle diete imperiali che si tennero nel suo castello. La dieta di Norimberga fu particolarmente importante per la definizione amministrativa della struttura dell'impero. La Bolla d'Oro del 1356, emanata da Carlo IV (regnante dal 1346 al 1378), definì Norimberga quale città dove il nuovo re di Germania avrebbe dovuto tenere la sua prima dieta imperiale, rendendo così Norimberga una delle città più importanti dell'impero.
La fioritura culturale di Norimberga tra il XV ed il XVI secolo, la rese il centro del rinascimento tedesco. L'accrescimento delle rotte commerciali europee e internazionali e la presenza di molte guerre sul suolo continentale ed in Germania tra il XVII ed il XVIII secolo, portarono al declino della città, gravata dai debiti, che venne assorbita infine dal regno di Baviera alla firma della Confederazione del Reno nel 1806, ricadendo nella mediatizzazione del Sacro Romano Impero.

## Storia

### Il periodo medievale

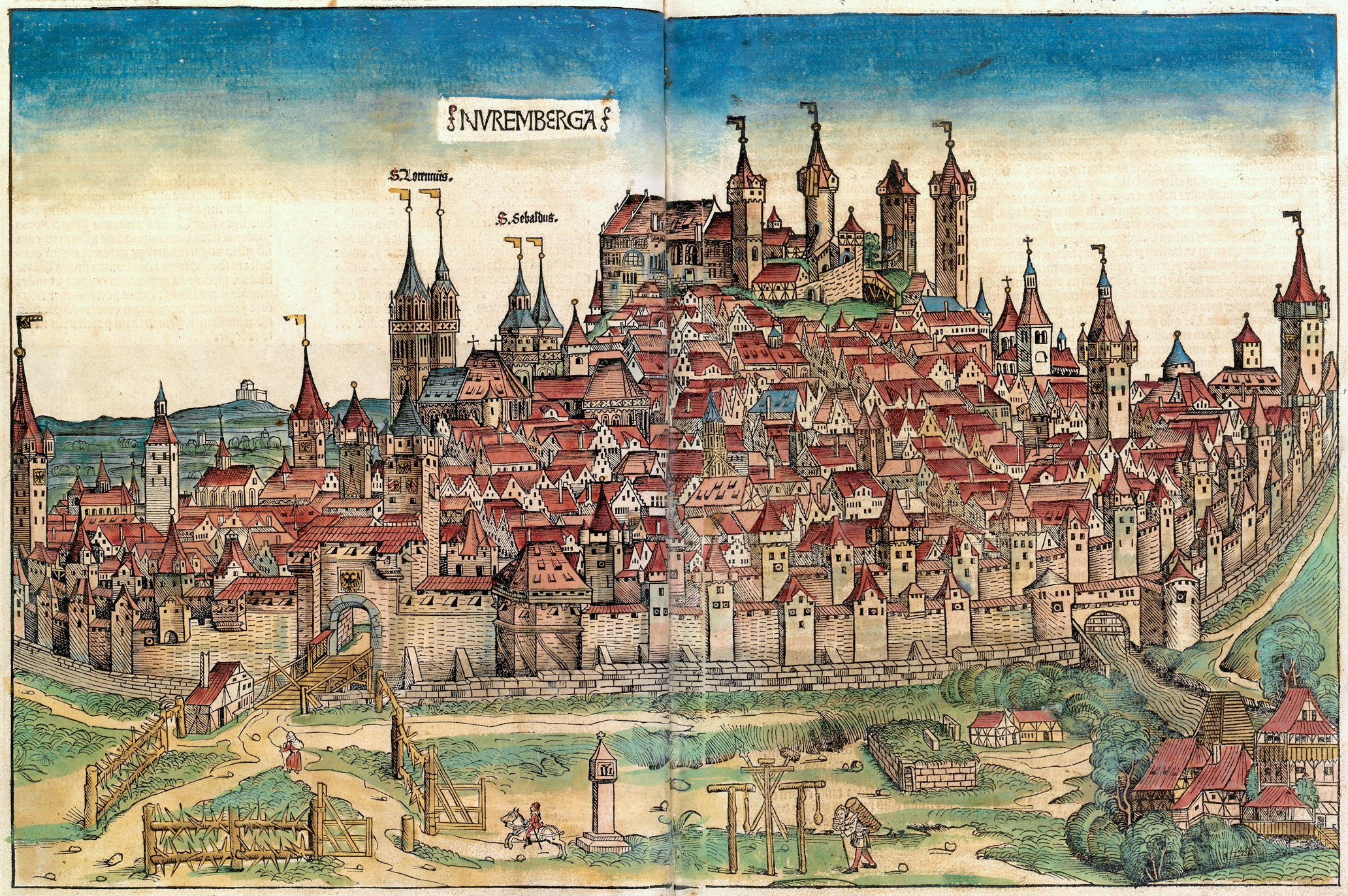
Norimberga nel 1493
(dalla Cronaca di Norimberga).

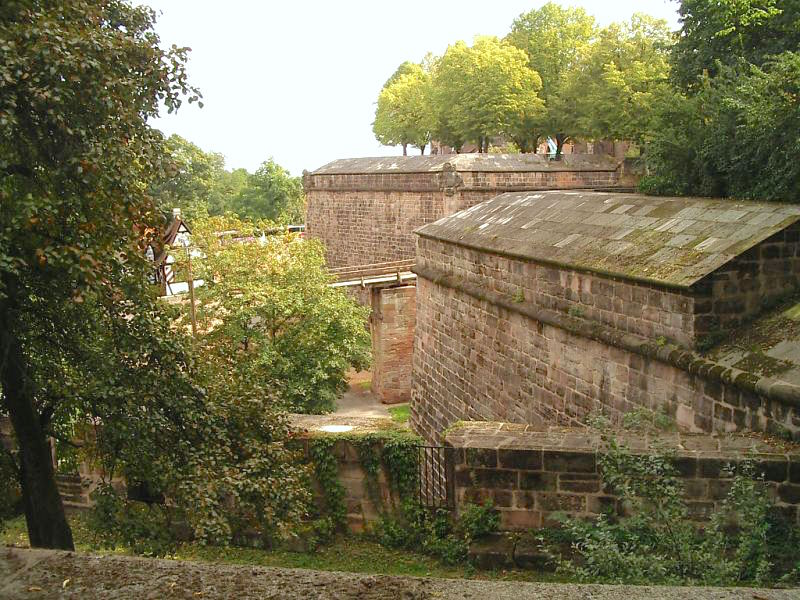
Le antiche fortificazioni di Norimberga

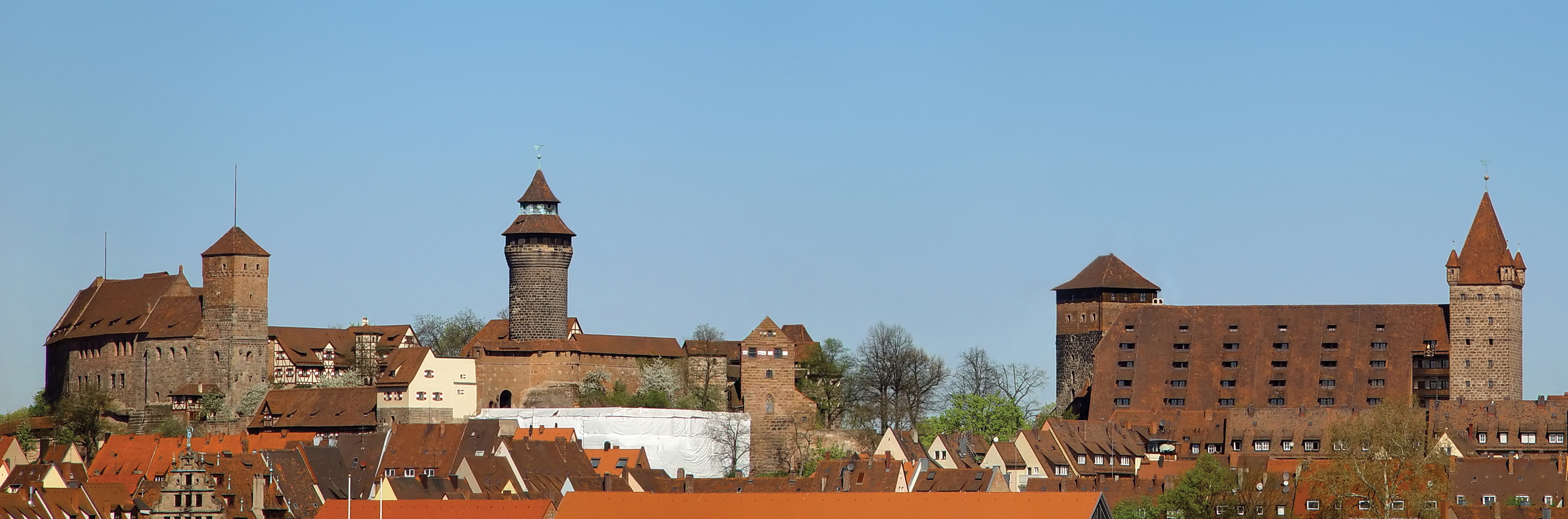
Il castello imperiale di Norimberga

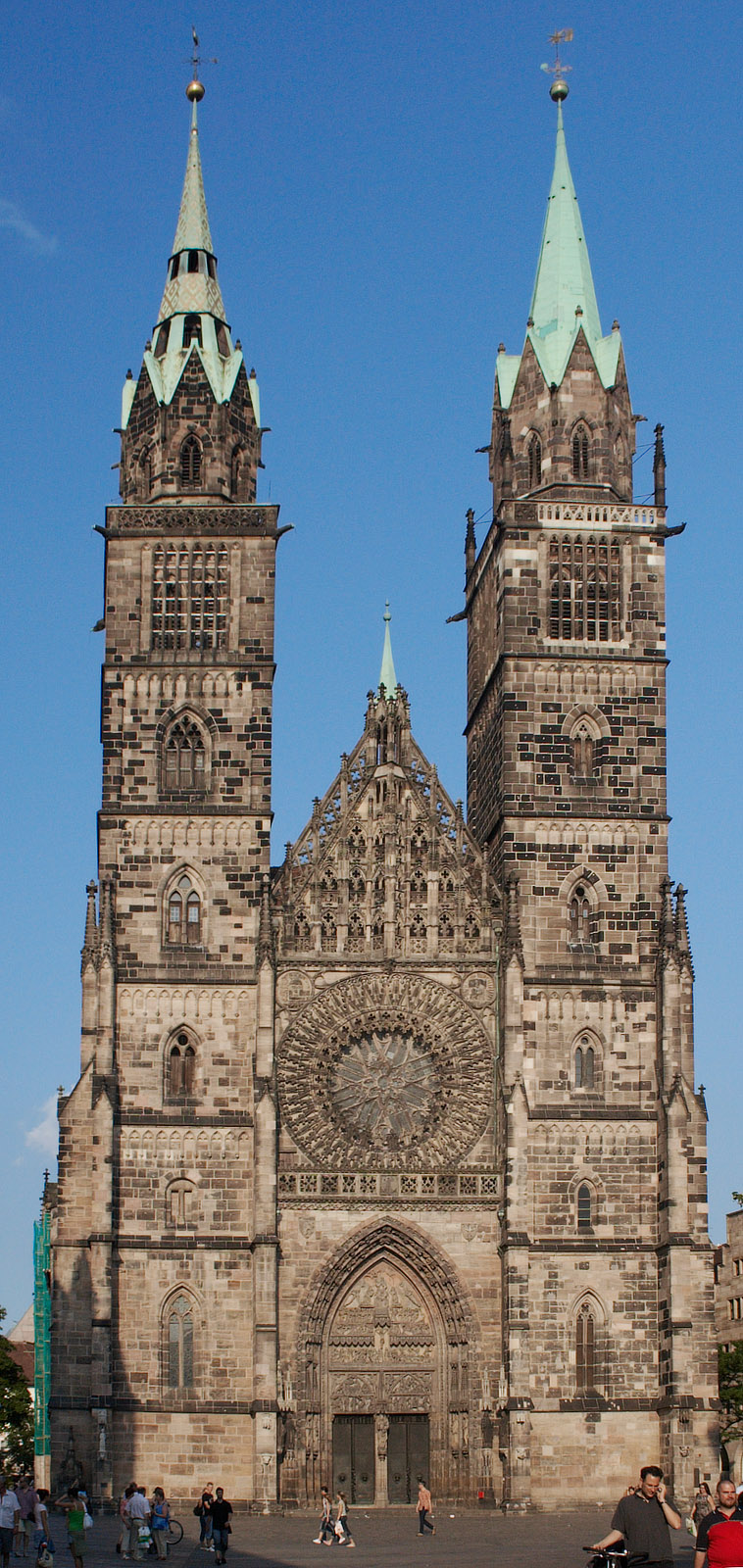
La chiesa di San Lorenzo a Norimberga

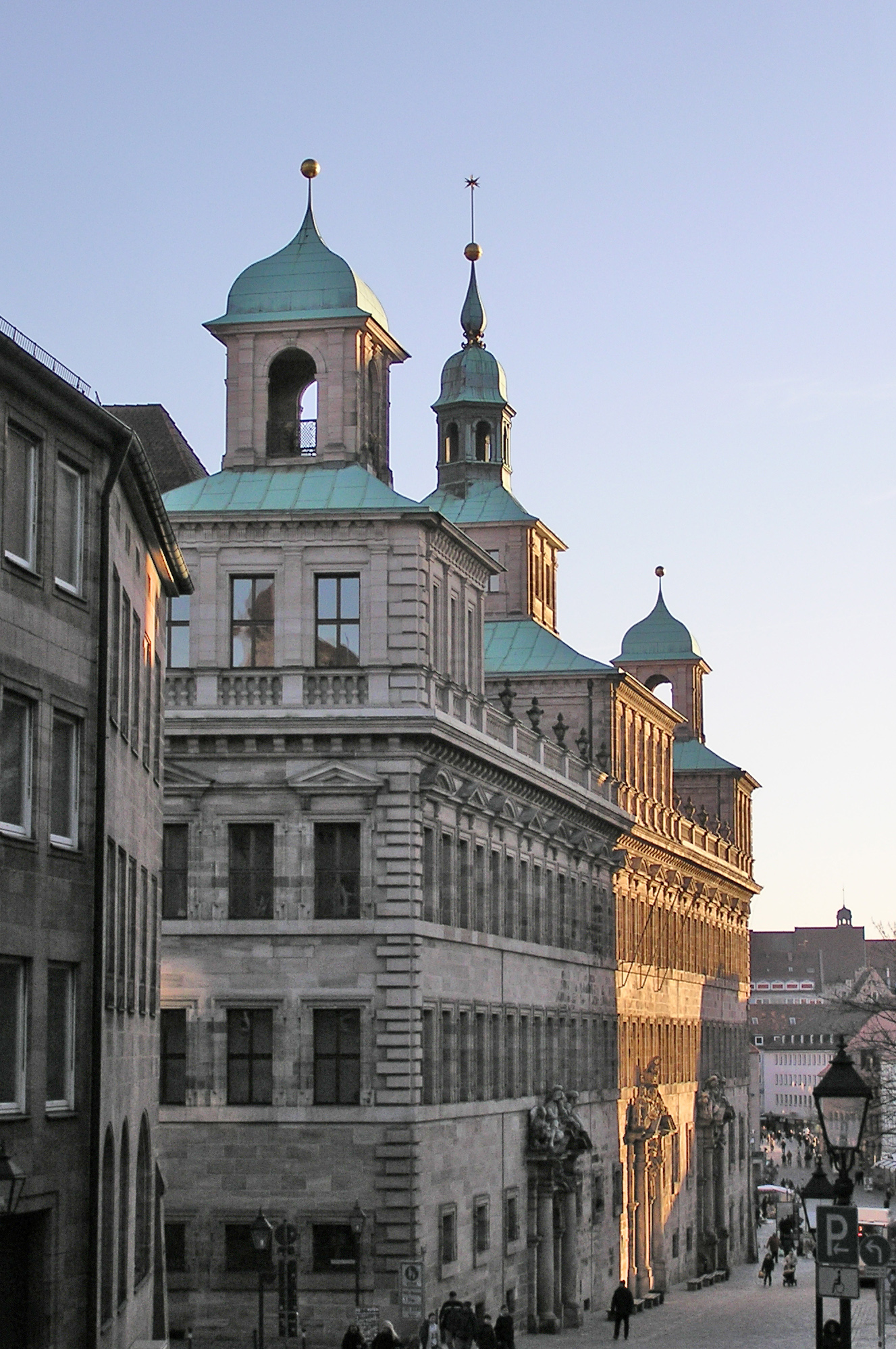
La Wolffscher Bau, il vecchio municipio cittadino

Le prime evidenze di un insediamento nell'area di Norimberga risalgono al 1050 a.C. Successivamente i Celti si insediarono nell'area della città attorno al 400 a.C. Norimberga, ed in particolare l'attuale città vecchia, conserva tracce di un insediamento stabile risalente al IX secolo. In quell'epoca, l'attuale Norimberga si trovava al confine tra il confine bavarese ed il ducato di Franconia. Norimberga venne probabilmente fondata allo stato attuale nell'XI secolo dal momento che il primo documento che ne cita la presenza risale al 1050 e che riporta la presenza di un castello, posto tra il territorio dei Franchi orientali e quello dei Bavaresi. Dal 1050 al 1571, la città si espanse e crebbe d'importanza per via della propria posizione chiave nei commerci europei.
Corrado III di Germania fondò un burgraviato nel territorio di Norimberga. I primi burgravi furono della casata austriaca dei Raab ma, con l'estinzione di questa famiglia nel 1190 circa, il burgraviato passò al genero dell'ultimo conte, della casata degli Hohenzollern. Dalla fine del XII secolo e sino all'Interregno imperiale (1254–73), ad ogni modo, il potere dei burgravi diminuì dal momento che gli imperatori della dinastia degli Hohenstaufen trasferirono la maggior parte dei poteri non militari ad un castellano di loro nomina, mentre l'amministrazione cittadina venne lasciata nelle mani di un sindaco imperiale (Reichsschultheiß) dal 1173/74. Questo castellano non solo amministrava le terre imperiali attorno a Norimberga, ma riscuoteva le tasse e sovrintendeva ai tribunali imperiali per alcune materie; egli era inoltre protettore di una serie di enti ecclesiastici, chiese e monasteri, e persino del principato episcopale di Bamberga. I privilegi di questa castellania vennero trasferiti al governo della città tra XIV e XV secolo. Le relazioni tra i burgravi ed i castellani divennero col tempo sempre più tesi sino a sfociare in aperta inimicizia, fatto che ebbe una notevole rilevanza nella storia della città.
Norimberga è spesso indicata come la "capitale non ufficiale" del Sacro Romano Impero, in parte perché qui si tenevano le diete imperiali presso il castello locale, che si dimostrarono fondamentali per la struttura amministrativa dell'impero. Le crescenti richieste della corte imperiale e la progressiva crescita d'importanza del commercio a Norimberga, incrementarono l'attenzione dell'area tedesca su Norimberga, supportata in questo dagli imperatori della dinastia degli Hohenstaufen. Federico II (regnante dal 1212 al 1250) garantì la Großen Freiheitsbrief ("gran lettera di libertà") a Norimberga nel 1219, includendovi i diritti comunali, l'immediatezza imperiale (Reichsfreiheit), il privilegio di coniare moneta propria e una politica di preservazione dei costumi e delle tradizioni locali, rimuovendo quindi totalmente la città dalla gestione dei burgravi. Norimberga divenne quindi ben presto con Augusta uno dei due principali centri del commercio tedesco verso le rotte dell'Italia a sud e dell'Europa settentrionale a nord.
Nel 1298, gli ebrei della città vennero accusati di aver dissacrato un'ostia e 698 di loro vennero uccisi in uno dei più sanguinosi massacri che la città abbia mai conosciuto. Dietro alle ragioni del massacro del 1298, vi era sicuramente anche il desiderio di combinare insieme la parte nord e la parte sud della città, divise dal fiume Pegnitz. Gli ebrei erano infatti insediati perlopiù nell'area di collegamento tra le due parti, ma le autorità cittadine avevano realizzato come il centro cittadino fosse cruciale per il futuro sviluppo della città e pertanto le case degli ebrei vennero demolite completamente nell'area dell'attuale città commerciale (che comprende anche il municipio).
Norimberga ottenne comunque i vantaggi più grandi nel corso del XIV secolo, con Ludovico il Bavaro (r. 1314–47) e Carlo IV (r. 1346–78) che aumentarono considerevolmente i poteri della città e diedero ad essa ulteriori privilegi. La Bolla d'Oro del 1356 di Carlo IV, definì Norimberga quale città eletta dove i nuovi re di Germania avrebbero dovuto tenere la loro prima dieta imperiale, rendendo così Norimberga una delle città più importanti dell'impero assieme a Francoforte sul Meno (dove i sovrani erano ufficialmente eletti) e Aquisgrana (dove gli imperatori erano solennemente incoronati), già capitale dell'antico Impero carolingio. Questi collegamenti con l'impero vennero rafforzati da Sigismondo del Lussemburgo (r. 1411–37) che stabilì che le regalie imperiali fossero conservate permanentemente a Norimberga dal 1423. Queste rimasero a Norimberga sino al 1796, quando l'avanzata delle truppe napoleoniche impose il loro trasferimento dapprima a Ratisbona e poi a Vienna.
Carlo IV aveva forti legami con Norimberga, avendola visitata 52 volte nella sua vita e rafforzando così la sua reputazione presso i cittadini locali. Carlo era del resto patrono della Frauenkirche, costruita tra il 1352 ed il 1362 (l'architetto fu Peter Parler), dove la corte imperiale risiedeva durante le sue permanenze in città.
Sino alla metà del XIII secolo, il consiglio cittadino era composto da 13 magistrati e da 13 consiglieri; alla fine del secolo, 8 membri vennero aggiunti, e dal 1370 si unirono ad essi altri 8 rappresentanti provenienti dalle gilde artigiane. I membri del consiglio cittadino erano scelti tra la classe agiata dei patriziato; questa pratica portò alla formazione di un insieme di "eleggibili" a cui la classe artigiana si oppose vivamente sentendosi esclusa dalla vita politica della città. Con la crescita d'importanza dell'artigianato locale, emerse anche uno spirito d'indipendenza tra gli artigiani della città ed essi divennero sempre più determinati nel governo della città. Nel 1349 i membri delle gilde tentarono senza successo di ribellarsi contro i patrizi cittadini in quella che divenne nota come Handwerkeraufstand ("Rivolta degli artigiani"), supportata da mercanti e da alcuni consiglieri. Le ragioni di questa rivolta erano perlopiù di natura di politica interna alla città, anche se gli agitatori si divisero tra sostenitori della casata dei Wittelsbach, la quale era in lotta con l'imperatore, a cui i patrizi si appoggiavano. Il risultato della rivolta fu la cancellazione di ogni gilda artigiana dalla città, con l'oligarchia rimasta sola al potere.
Carlo IV conferì alla città il diritto di concludere alleanze indipendentemente, ponendola alla stregua dei principati dell'impero. La città si protesse quindi da attacchi ostili con un sistema di fortificazioni, come pure tutelò poi il proprio commercio contro le pretese dei burgravi. Frequenti furono del resto le lotte tra i burgravi, le quali ad ogni modo non arrecarono danni alla città. Dopo la distruzione del castello di Norimberga a causa di un incendio nel 1420 scoppiato durante una faida tra Federico IV (dal 1417 margravio di Brandeburgo) ed il duca di Baviera-Ingolstadt, le rovine e la fortezza di pertinenza del castello vennero acquistate dalla città (1427), portando così la sovranità totale della città imperiale sui territori circostanti; il castello venne ceduto alla città formalmente dall'imperatore Sigismondo già dal 1422, alla sola condizione che venissero preservate le stanze imperiali in esso presenti. Con queste acquisizioni, la città ottenne un territorio considerevole da amministrare.
Nel 1431, la popolazione era di 22.800 persone di cui 7146 erano qualificate a portare le armi, 381 erano i religiosi, 744 gli ebrei e i non cittadini. Come potenza regionale emergente, ad ogni modo, Norimberga entrò ben presto in conflitto con la dinastia degli ex burgravi che pure vantavano ampi diritti territoriali sulle città sotto il loro controllo come margravi di Brandeburgo-Kulmbach ed elettori di Brandeburgo. Questo conflitto sfociò nella prima guerra dei margravi nel 1449–50, quando Alberto III Achille, elettore di Brandeburgo, tentò invano di restaurare i suoi diritti sulla città. Le guerre hussite, la peste nera del 1437 e la prima guerra dei margravi ridussero la popolazione cittadina a 20.800 individui nel 1450.

## La prima età moderna

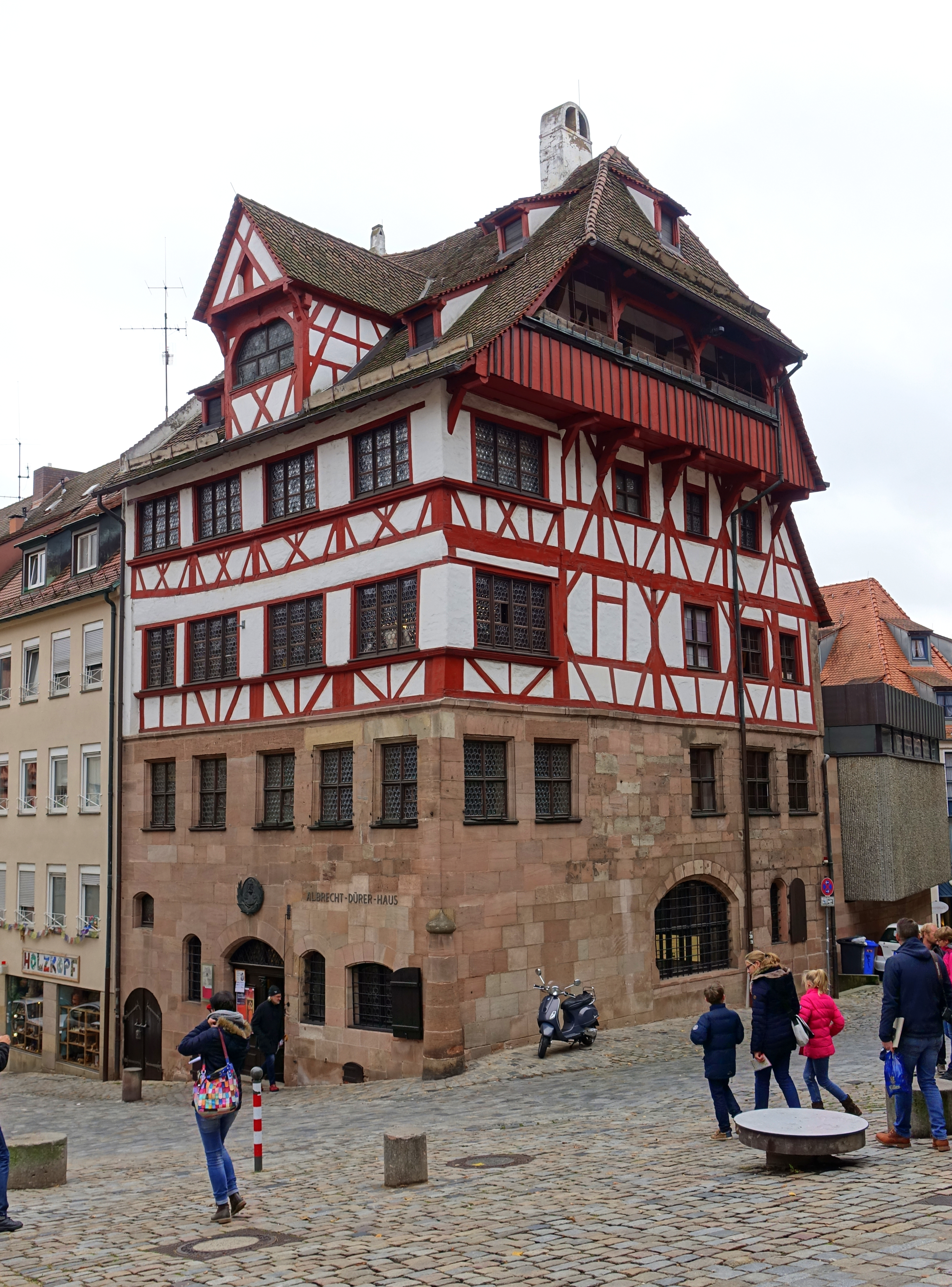
La casa di Albrecht Dürer a Norimberga

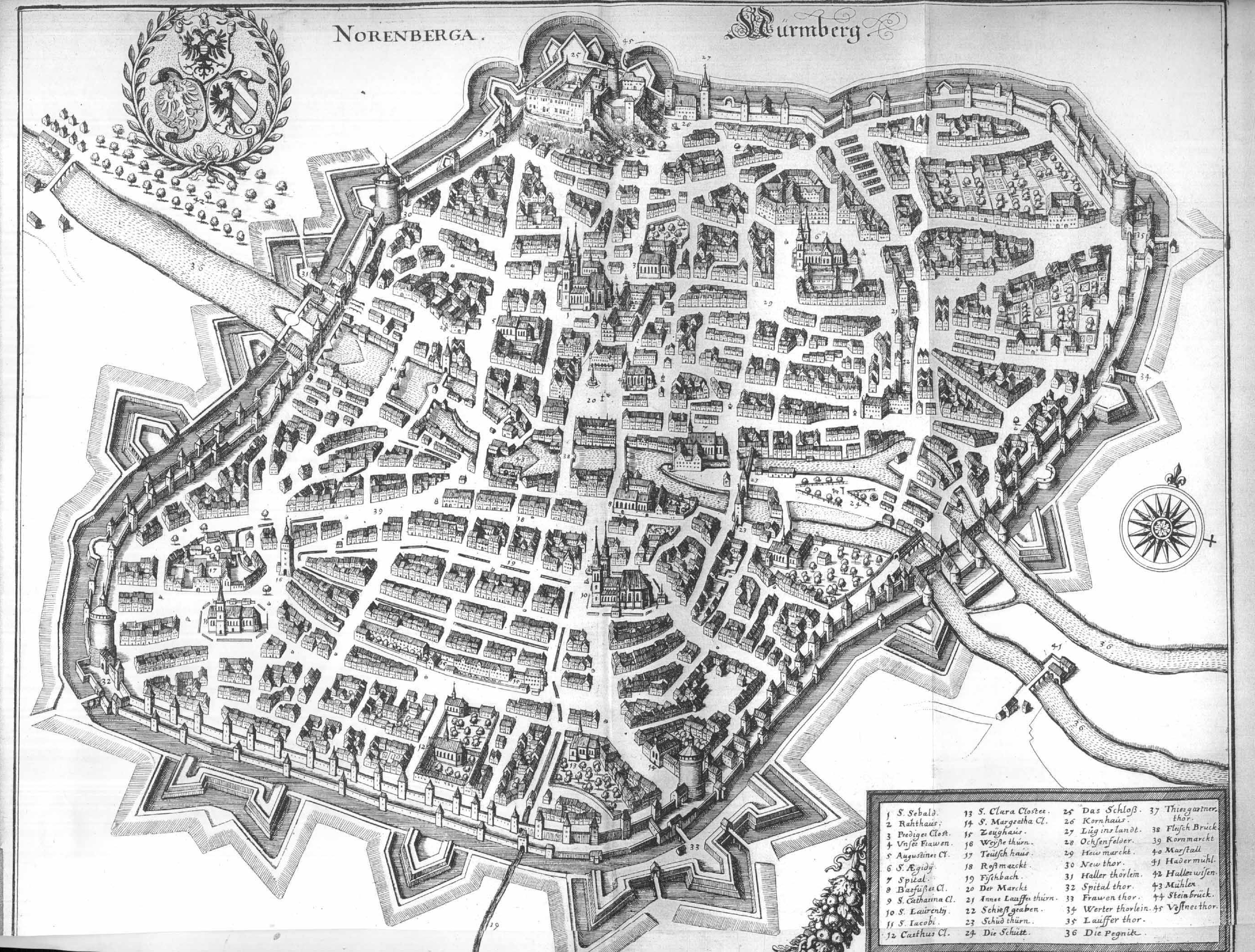
Mappa di Norimberga del 1648

La fioritura culturale di Norimberga, tra XV e XVI secolo, la rese il centro principale del rinascimento tedesco. Gli anni compresi tra il 1470 ed il 1530 sono generalmente considerati i migliori per la storia della città. Norimberga commerciava con tutto il mondo allora conosciuto al punto che essa era nota come la "cassa del tesoro imperiale". Le rendite della città si diceva superassero quelle di tutto il regno di Boemia. Norimberga aveva uffici commerciali in molte città europee. All'epoca molti artisti famosi vivevano e lavoravano a Norimberga, come ad esempio Albrecht Dürer (1471–1528), Martin Behaim (1459–1507) che costruì il primo globo e Peter Henlein (c. 1485–1542) che produsse il primo orologio da taschino. Importanti in quest'epoca furono anche l'intagliatore Veit Stoss (1447–1533), lo scultore Adam Kraft (c. 1460–1508/09) ed il fonditore e scultore Peter Vischer il Vecchio (c. 1460–1529). La letteratura fu l'unica arte non dominante, sebbene il poeta, autore e ciabattino Hans Sachs (1494–1576) fu uno dei maggiori letterati viventi nella Norimberga dell'epoca.
All'inizio del XVI secolo, la città si schierò con Alberto IV di Baviera, duca di Baviera-Monaco, nella guerra di successione di Landshut dopo la vittoria della quale Norimberga ottenne vasti territori per 25 km², divenendo la più grande tra le città imperiali di Germania, acquisizioni che vennero confermate anche da Massimiliano I del Sacro Romano Impero nel 1505. Nel 1525, Norimberga accettò la riforma protestante e nel 15322 la religiosa pace di Norimberga, nella i luterani in città ottennero notevoli concessioni, venne qui siglata. Durante la rivoluzione del 1552 contro Carlo V nella seconda guerra dei margravi, Norimberga cercò di comprare la propria neutralità col pagamento di 100.000 talleri, ma il margravio Alberto Alcibiade di Brandeburgo-Kulmbach, uno dei capi della rivolta, attaccò comunque la città senza dichiararle guerra e la costrinse ad una pace svantaggiosa. Alla pace di Augusta, i possedimenti dei protestanti vennero confermati dall'imperatore, così come i loro privilegi religiosi e la loro indipendenza dalla giurisdizione del vescovo di Bamberga, approvando nel contempo la secolarizzazione di alcuni monasteri.
La scoperta delle Americhe e la circumnavigazione dell'Africa ad opera di Bartolomeo Dias, portarono all'apertura di nuovi mercati internazionali ed all'inizio della decadenza dell'influenza della città. La cementificazione della gerarchia sociale e le strutture legali contribuirono al declino della "repubblica di Norimberga"; sotto Leopoldo I (r. 1658–1705) il patriziato venne convertito in una corporazione ereditaria, portando la classe mercantile ad appellarsi al consiglio imperiale, seppur senza successo. Nel corso della guerra dei trent'anni la città non riuscì a preservare la sua politica di neutralità. La città si trovò a dover acquartierare truppe imperiali, svedesi e della Lega Cattolica, a dover dare contributi di guerra, a chiedere armi, a dover fare omaggi semi-obbligatori ai comandanti di turno ed a cessare almeno temporaneamente le proprie attività commerciali, fatto che causò danni irreparabili alla città. La popolazione, che nel 1620 era pari a più di 45.000 individui, calò a 25.000. Nel 1632 durante la guerra dei trent'anni, la città venne occupata dalle forze di Gustavo Adolfo di Svezia e poi liberata con un assedio del generale imperiale Albrecht von Wallenstein. La città entrò in declino dopo la guerra e riprese la sua rilevanza solo nel XIX secolo, quando divenne un centro industriale di rilievo in Germania. Anche dopo la guerra, ad ogni modo, in città continuò a fiorire l'architettura e la cultura in generale, in particolare diffondendo il barocco con pregevoli esempi.
Dopo la guerra dei trent'anni, Norimberga tentò di rimanere esterna ad altri conflitti, ma le vennero chiesti contributi durante la guerra di successione austriaca e durante la guerra dei sette anni, in quest'ultimo conflitto per 6.500.000 di talleri. Le restrizioni su importazioni ed esportazioni privarono la città di mercati e manifatture, in particolare in Austria, Prussia e Baviera, oltre che nell'Europa orientale e settentrionale. Nel 1790/91, l'elettore bavarese Carlo Teodoro, si appropriò di parte delle terre acquisite a suo tempo dalla città nel corso della guerra di successione di Landshut e sulle quali la Baviera continuava ad avere delle pretese; la Prussia pretese ed occupò parte del territorio cittadino nel 1796. Realizzando la propria debolezza, la città chiese di poter essere incorporata nella Prussia ma Federico Guglielmo II si rifiutò, temendo di offendere Austria, Russia e Francia con tale atto. Alla dieta imperiale del 1803, l'indipendenza di Norimberga venne riaffermata, ma con la firma della Confederazione del Reno il 12 luglio 1806, venne concordato di passare la città alla Baviera dall'8 settembre successivo; la sua popolazione era allora di 25.200 abitanti con un debito pubblico di 12.500.000 talleri, somma che la Baviera si accordò per ammortizzare nel tempo.

## Territorio

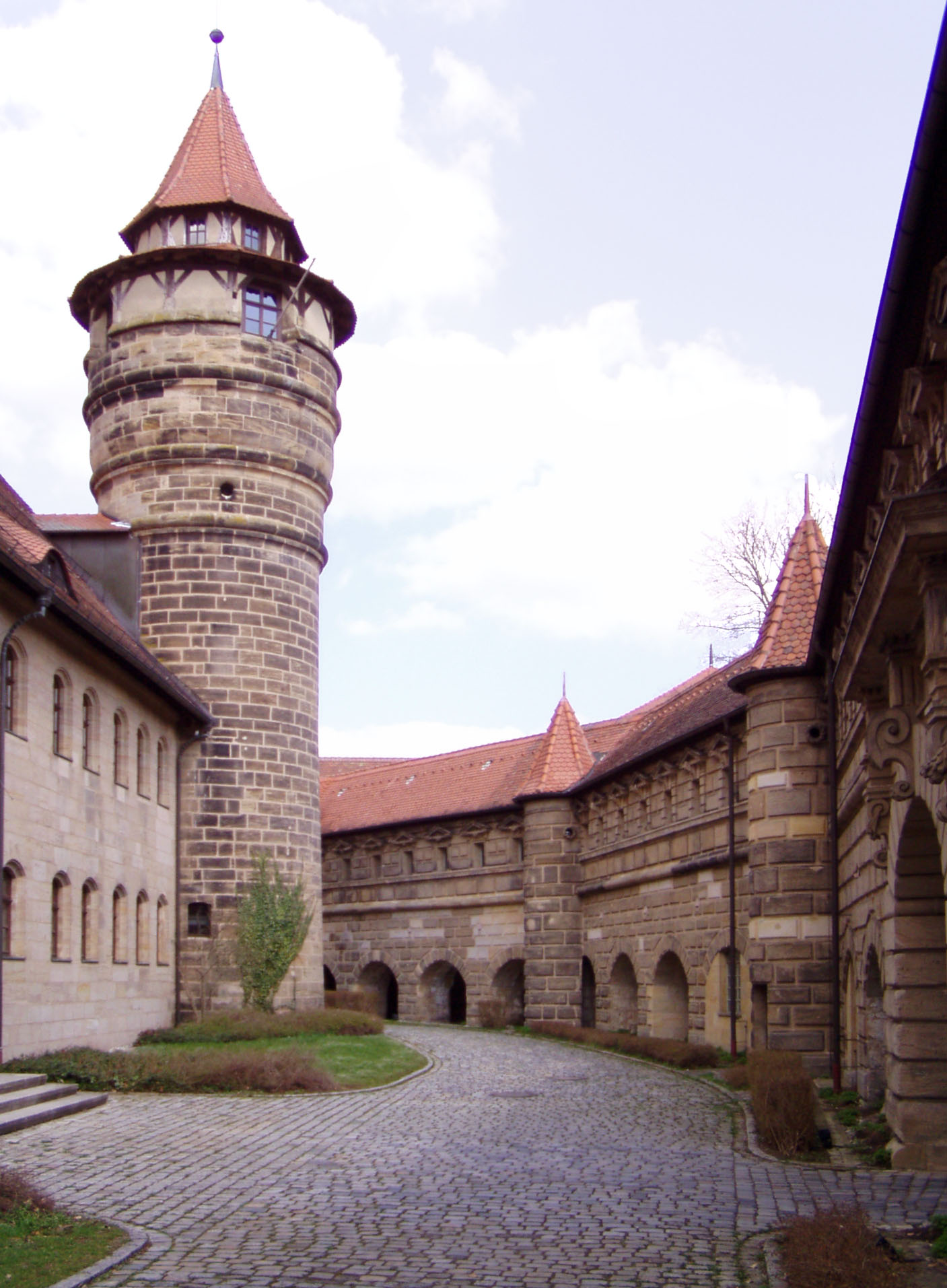
La corte interna del castello di Lichtenau.

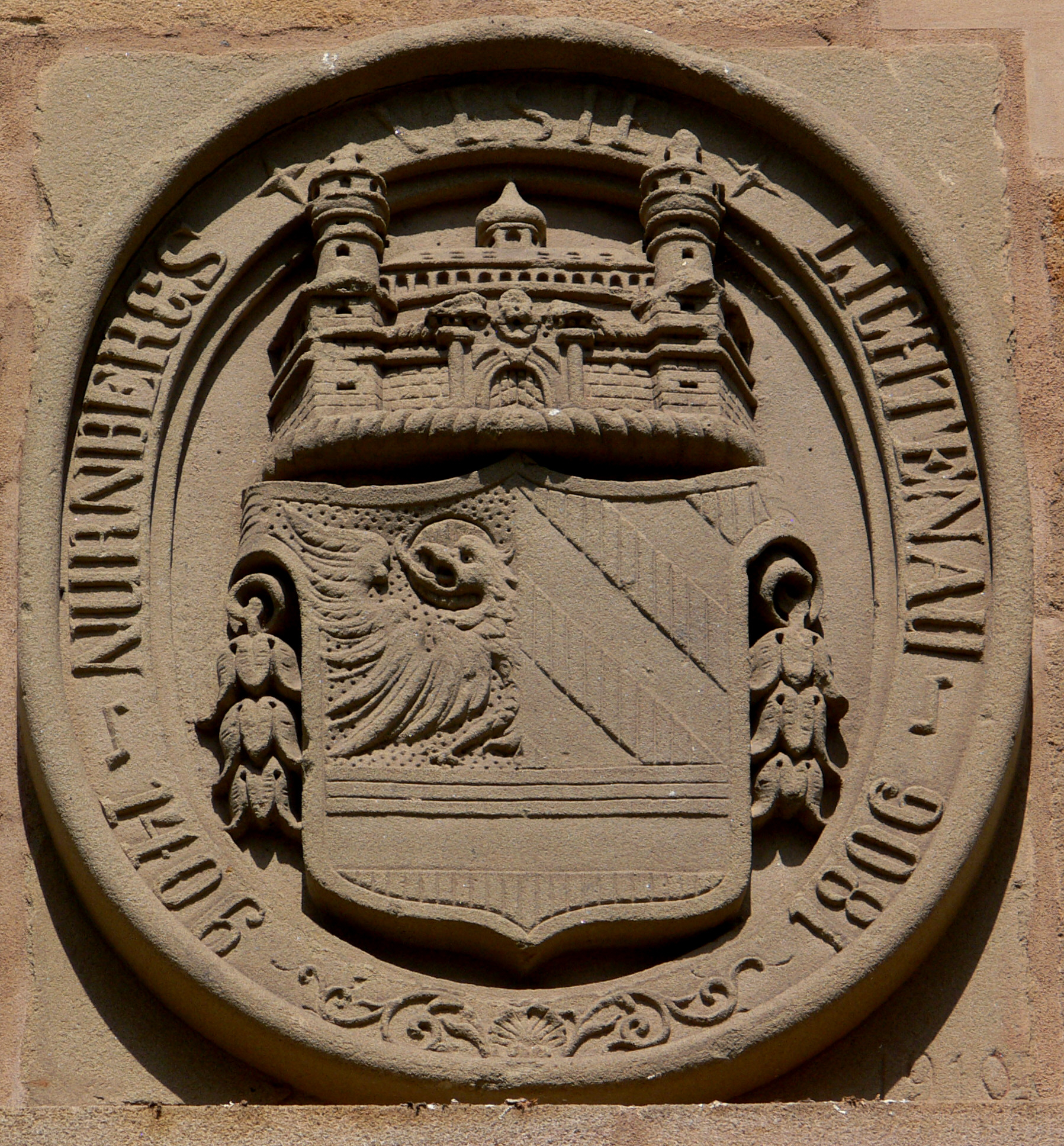
Lo stemma di Norimberga all'entrata del castello di Lichtenau.

La città imperiale comprendeva un territorio di 1200 km², fatto che la rendeva una delle città imperiali più grandi per territorio di tutto il Sacro Romano Impero; dopo che la Città Imperiale di Berna ebbe aderito alla Confederazione Elvetica nel 1353, solo le città imperiali di Ulma e Strasburgo disponevano di una grandezza comparabile a Norimberga. L'area della città era divisa in Distretto Vecchio e Distretto Nuovo (Alte Landschaft e Neue Landschaft). Il Vecchio Distretto, che includeva anche le foreste imperiali Nürnberger Reichswald), era un conglomerato di signore e possedimenti della borghesia cittadina, dei monasteri e di altri organismi sociali. La giustizia era amministrata dal burgraviato e questo fu una fonte di costanti conflitti. Il Nuovo Distretto era costituito dai territori ottenuti da Norimberga con la guerra di successione di Landshut; in quest'ultimo territorio la città aveva piena sovranità. Nel 1790, circa 25.000 persone vivevano entro le mura della città, mentre altre 35.000 vivevano al di fuori.

### Il Vecchio Distretto
Il Vecchio Distretto era collocato perlopiù tra il Grenzwässern ("sponde d'acqua") del fiume Regnitz e del fiume Schwarzach. Esso includeva i sobborghi di Gostenhof (dal 1342 feudo burgraviale della famiglia Waldstromer di Norimberga, dal 1477 protettorato della città stessa) e Wöhrd (parte dell'Amt burgraviale di Veste, sul quale Norimberga ottenne giurisdizione nel 1427) oltre alle foreste di Sebald e di St Lorenz; questi ultimi territori erano appartenenti all'impero. Il feudo a sud della foresta imperiale era detenuto dalle famiglie norimbergensi dei Waldstromer (acquisito da Norimberga nel 1396) e Koler (acquisito nel 1372); la parte a nord, che includeva Knoblauchsland, era di proprietà dei burgravi e venne acquisita da Norimberga nel 1427.

### Nuovo Distretto
Nel 1504/05, il Nuovo Distretto comprendeva le seguenti località:
- Altdorf
- Betzenstein con Stierberg, oggi in Lkr Bayreuth
- Engelthal
- Hersbruck
- Hiltpoltstein, acquisito nel 1503, oggi in Lkr Forchheim)
- Hohenstein e Wildenfels, acquistati nel 1505 e nel 1511
- Lauf, Reicheneck e Velden
- Hauseck, oggi in Lkr Amberg-Sulzbach
- Pflegamt Gräfenberg (oggi in Lkr Forchheim) venne acquisita nel 1347 dalle famiglie di Norimberga e successivamente dal 1536 passò alla città stessa
- Pflegamt Lichtenau, acquistata nel 1406, oggi in Lkr Ansbach

### La graduale mediatizzazione dal 1790
Provincia di Ansbach
     Provincia di Bayreuth

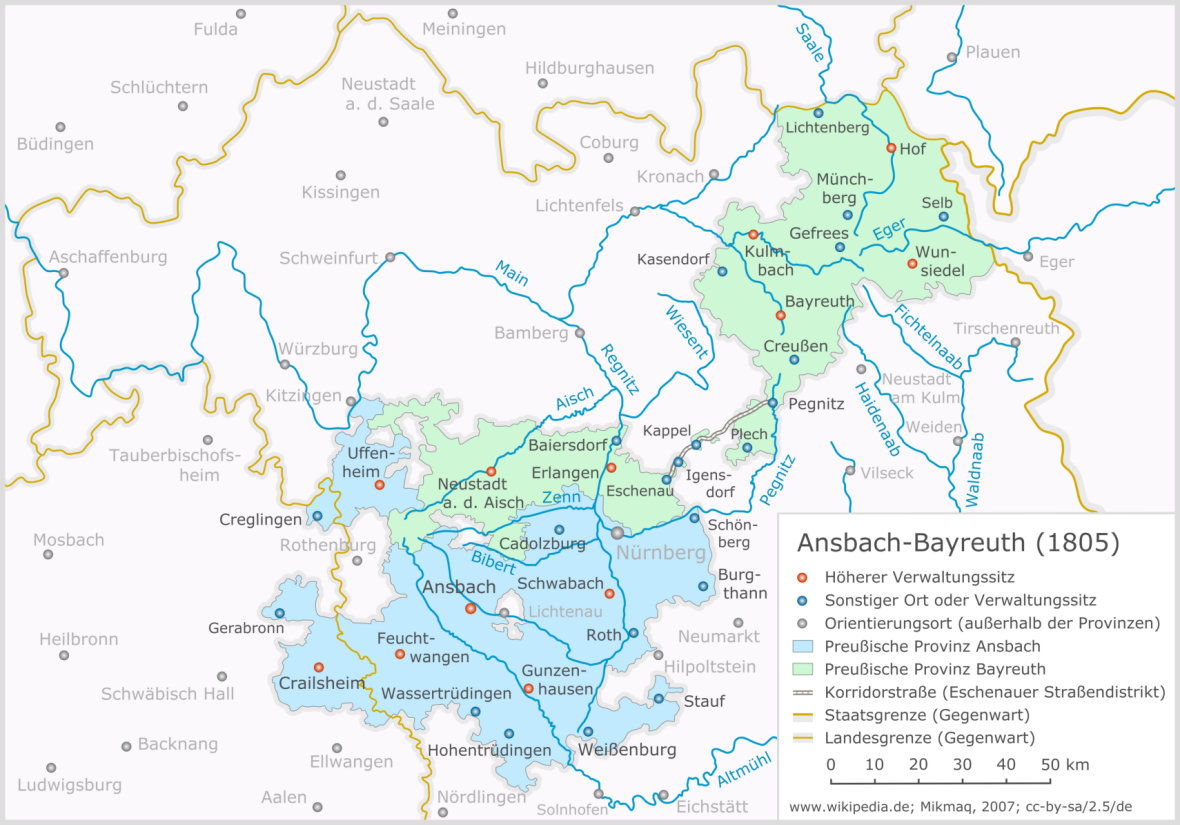
Le province prussiane di Ansbach e Bayreuth nel 1805, con Norimberga poco più a sud.
----
Provincia di Ansbach
Provincia di Bayreuth

In entrambe le guerre margraviali (1449/50 e 1552–54) e nella guerra dei trent'anni, il territorio della città e la sua popolazione vennero violentemente saccheggiate, razziate, interessate da movimenti di truppe e da pestilenze.
Dopo l'estinzione della linea ducale bavarese, l'elettorato di Baviera venne ereditato da Carlo Teodoro, conte palatino di Sulzbach, nel 1777; da quella data l'elettorato iniziò ad avanzare pretese sulle exclavi di Norimberga nell'Alto Palatinato. Nel 1790/91, l'elettorato utilizzò le proprie pretese storiche risalenti alla guerra di successione di Landshut per occupare i territori di Norimberga che divennero parte dei domini bavaresi.
Gran parte dei territori di Pflegämter Hiltpoltstein, Gräfenberg e Velden vennero occupate dai bavaresi, il che portò ad un calo degli introiti per Norimberga; le proteste all'imperatore risultarono vane per la situazione politico-militare dell'epoca.